# 百瀬晋六
百瀬 晋六（ももせ しんろく、1919年2月20日 - 1997年1月21日）は日本の航空機・自動車技術者。
富士重工業の四輪自動車ブランド「スバル」の初期車種開発（1951年 - 1960年代）で設計統括を担い、日本の自動車史における卓越したエンジニアの一人に数えられる。主な作品に、日本初のモノコック構造リアエンジンバス「ふじ号」、スバル・360、初代スバル・サンバー、スバル・1000などがある。

## 略歴
1919年（大正8年）2月に、長野県塩尻市の造酒家の家に生まれる。松本高等学校 (旧制)を経て、1939年に東京帝国大学工学部航空学科へ入学し原動機を専攻。1941年12月の卒業後、翌1942年1月に中島飛行機株式会社に入社。その直後、20日足らずで招集され、海軍技術士官として海軍航空技術廠に配属。翌年、中島飛行機に派遣。偵察機「彩雲」用「誉」エンジンの改造（高高度用過給機の追加）に従事した。1944年、除隊し中島飛行機に復帰。引き続き「彩雲」へのターボとインタークーラーの開発に従事するも、試作機が完成した時点で終戦となる。
敗戦後、中島コンツェルンの財閥解体に伴い、伊勢崎工場を継承した富士自動車工業（株）に転じてバスボディ架装設計にあたりつつ、1949年に航空機技術を生かしたフレームレス構造リアエンジンバス「ふじ号」を開発。その後の日本のバス設計に大きな影響を与え、富士自動車工業の後身である富士重工業がその後大手バスボディメーカーとして発展する基礎を築いた。さらに富士重工業成立後にかけて小型乗用車や軽自動車開発へと進み、高度な技術を組み込んだ先進的モデルの市販化を実現、富士重工の四輪自動車メーカーとしての地位確立に貢献した。2代目レガシィの歴史的な商業的成功を見届けて1997年（平成9年）1月21日逝去。享年77。

### 富士重工業での経歴
1954年に自動車生産進出のための第1号試作車、すばる1500（コードネームP-1）を開発。当時としては画期的なモノコックボディ・前輪独立サスペンションを採用したが、メインバンクの日本興業銀行が同業他社（日産自動車）の大株主であった為、設備投資への同意が得られず試作のみに終わった。試作された数台は、富士重工業の社用車や地元のタクシーとして使われた。
1955年からは、スバル・360の開発を主導した。1958年に発売された同車は、軽量な車体による当時としては画期的な動力性能・独自のサスペンションによるソフトな乗り心地・極限まで煮詰められたスペースユーティリティによる良好な居住性など時代を先取りした人間優先の設計思想により、軽自動車の設計に新しい可能性を切り開き、1970年まで継続生産された。
1961年には、キャブオーバー軽商用車スバル・サンバーを開発。
その後、百瀬の理想であった前輪駆動車(FWD)の開発に取り組み、「等速ジョイント」の完成形の一つと言えるダブル・オフセット・ジョイント（D.O.J）を世界で初めて実用化することで、FWDの欠点を克服したスバル・1000を完成させた。1966年に発売された同車は、水平対向4気筒エンジン・電動式冷却ファン・インボードブレーキなどの当時では画期的な新技術を満載しており、その根本的な設計思想は今日のインプレッサ・レガシィ・フォレスターなどに受け継がれている。

## 年表
- 1919年2月20日 長野県塩尻市に生まれる
- 1941年12月 東京帝国大学工学部航空学科卒
- 1942年1月 中島飛行機入社
- 1957年11月 伊勢崎製作所・技術部長
- 1958年4月 社団法人自動車技術会・理事
- 1960年10月 群馬製作所・技術部長
- 1966年10月 自動車・技術本部長
- 1967年5月 取締役
- 1968年8月 取締役スバル技術本部長[注釈 3]、社団法人自動車技術会・規格担当理事
- 1975年6月 取締役スバルサービス本部長
- 1983年6月 監査役
- 1991年6月 （株）スバル研究所技術顧問
- 1997年1月 死去

表彰
- 1987年 自動車技術会技術貢献賞
- 2004年 「日本自動車殿堂」顕彰

## エピソード
- チーフエンジニアとしての百瀬は、暇さえあれば部下の机を覗いて回り、問題点を発見するとそこに腰を据えて担当者と共に考える習慣を持っていた。
- 「図面に書く前にまず絵を描け。良い絵は必ず良い製品になる」と部下に話していた。百瀬自身も図面をおこす前に絵を描いてアイデアに広がりを見せていた。
- 部下と酒を飲みに行った席でも話は仕事の話だったが「それでもちっとも嫌味がなかった」と当時の部下達は語っている。
- 「技術に上下の差は無い」というのが口癖。
- シトロエン・DSに心酔していたとされる。
- 百瀬の技術・車に対する姿勢や考え方・哲学は社内外で『百瀬イズム』と呼ばれ、今日に至るまで思想的財産として引き継がれている。
- 自動車雑誌のインタビューに於いて元プリンス自動車の櫻井眞一郎は「百瀬さんも戦後間もなくやる事がなくてアルミ板の廃材を拾ってきて弁当箱を作って“遊んでいた”様だ」と回想している。またスバル退社後には妻の岱子に自ら設計、製作した裁縫箱をプレゼントしている。単なる設計屋に留まらず、モノ作りの技術も兼ね備えていた事が窺える。
- 身長は180cm台で、大正時代生まれの日本人としてはかなり長身であり、かつ足長であった。このため、全長3メートル未満のスバル・360開発で大人4人が乗れるスペース確保を検討した際には、自身がモックアップ内に出入りすることでダミーの代役になり、十分な居住性確保に役立てたという。